# Dobré Pole
Dobré Pole – miejscowość i gmina (obec) w Czechach, w kraju południowomorawskim, w powiecie Brzecław. W 2022 roku liczyła 470 mieszkańców.
W miejscowości jest przystanek kolejowy Dobré Pole.